# جيليت
جيليت (بالإنجليزية: Gillette)‏ هي العلامة التجارية لماكينات الحلاقة للرجال، وهي مملوكة لشركة بروكتر أند غامبل. مقرها في بوسطن، ماساتشوستس، الولايات المتحدة، تأسست عام 1901 من طرف كينج كامب جيليت.

## وصلات خارجية
- الموقع الرسمي